# FIFA Series
A FIFA Series, originalmente conhecida como FIFA World Series, é uma competição bienal de futebol por convite promovida pela FIFA, que apresenta amistosos internacionais entre seleções de diferentes confederações. A primeira edição aconteceu em março de 2024.
A competição reúne seleções masculinas de todas as seis confederações da FIFA em uma série de minitorneios, cada um composto por quatro equipes e realizados em um local centralizado durante a janela de jogos da FIFA em março de cada ano par.

## História
Em 16 de dezembro de 2022, a FIFA lançou uma proposta de competição amistosa, denominada "FIFA World Series", a fim de dar às seleções de diferentes confederações mais oportunidades de jogar entre si. O presidente da FIFA, Gianni Infantino, confirmou a competição em 16 de março de 2023, após sua reeleição para o cargo durante o 73º Congresso da FIFA em Kigali, Ruanda.
A edição inaugural acontece entre os dias 21 e 26 de março de 2024, mas funcionando como piloto. Inicialmente, não teria premiação e aconteceria em quatro locais diferentes. No entanto, em 14 de março de 2024, a FIFA decidiu inserir a primeira edição da ACUD Cup, que serviria como umas espécie de etapa do Egito, unificando os torneios e tendo apenas essa competição como válida, funcionando em esquema de mata-mata. Inicialmente, estava prevista para ocorrer em Abu Dhabi, nos Emirados Árabes Unidos.

## Formato
Participam do torneio, vinte e quatro equipes de todas as confederações, sendo divididas em cinco grupos de quatro em torneios amistosos de duas rodadas, sem valer algum tipo de pontuação. No caso das componentes da ACUD Cup, o torneio é dividido em esquema de semifinais e final, onde as duas melhores disputam a final e duas piores o terceiro lugar.

## Títulos

### Por seleções
| Seleção       | Títulos  | Vices    | 3º lugar | 4º lugar | Top 4 |
| ------------- | -------- | -------- | -------- | -------- | ----- |
| Croácia       | 1 (2024) |          |          |          | 1     |
| Egito         |          | 1 (2024) |          |          | 1     |
| Tunísia       |          |          | 1 (2024) |          | 1     |
| Nova Zelândia |          |          |          | 1 (2024) | 1     |